# Немодлинське князівство
Немодлинське князівство (пол. Księstwo Niemodlińskie) або в чесько-німецькій традиції Фалькенберзьке князівство (нім. Herzogtum Falkenberg; чеськ. Falkenberské knížectví) — історичне удільне Сілезьке князівство зі столицею в Фалькенберзі (Немодлині), що існувало на території сучасної Верхній Сілезії в 1313—1742 роках. Виникло в пізній період поділу самостійних Сілезьких князівств, в якому правили князі з Опольської гілки династії Сілезьких П'ястів.

## Історія
Самостійне Немодлинське князівство постало 1313 року в результаті поділу володінь князя Опольського Болеслава I між його синами. Старший син Болько Першородний посів Немодлинську і Велюнську землю, а молодші брати Больку II та Альберту отримали Опольське князівство. Болько Першородний також був опікуном своїх молодших братів до 1323 року, коли вони були визнані повнолітніми.
1336 року Болько Першородний викупив в короля Богемії за 2 000 гривень Прудницьке князівство. Після смерті Болька Першородного в 1362/1365 р. його володіння успадкували три його сини: Болько II, Венцеслав і Генрик. Після смерті Болька II у 1367/1368 році Немодлинським князівством продовжували керувати його молодші брати - князі Венцеслав та Генрик. З 1369 після смерті бездітного Венцеслава князівством став одноосібно керувати його молодший брат Генрик.

Герб Немодлинського князівства

Близько 1370 року Генрик I уклав угоду про успадкування з його найближчими родичами, князями Больком III Опольським і Володиславом II Опольським (королем-намісником Руси). Ця угода була затверджена імператором Карлом IV Люксембурзьким у березні 1372 року.

Незважаючи на це, після смерті Генрика I, 1382 року імператор Венцеслав IV Люксембурзький забрав князівство собі на правах сюзерена і вирішив передати його за викуп своєму союзнику Премиславу I, князю Тешинському. Однак через спротив князів Опольських у 1383 він змушений був змінити своє рішення. Землі Генрика I були розділені між Володиславом II Опольчиком (Ґлоґувське та Прудницьке князівство) та синами Болька III (Немодлинське князівство).
З 1383 року Немодлинське, Опольське і Стрілецьке князівства знаходилися в спільному володінні синів князя Болька III Опольського - князів-братів Болька IV Опольського, Генрика II Немодлинського і Бернарда Немодлинського. 

З 1401 року Бернард володів містом Олісно, у 1420-1424 роках - містами Прудник і Ґлоґувек, у 1434-1450 роках - Ключборком.
Бездітний, як більшість Немодлинських князів, Бернард Немодлинський в 1450 передав Немодлинське князівство своєму племіннику Больку V Гуситу, який помер через 10 років, також не залишивши спадкоємців. Князівство перейшло до молодшого брата Болька V, князя Миколи I Опольського, володіння якого у 1476 році успадковували його сини Людвик Опольський, Іван II Добрий та Микола II Немодлинський.
Людвик помер у тому ж році, а два брати розділили між собою батьківські володіння. Іван II Добрий отримав Опольське, Стрілецьке та Бреґське князівства, а Микола II - Немодлинське князівство. Цей поділ, однак, був лише формальним, тому що обидва брати, як і раніше, продовжували спільно управляти батьківськими землями.
1497 року останній самостійний Немодлинський князь Микола II був обезголовлений в місті Ниса за наказом генерального намісника Сілезії, князя Казимира II Тешинського.
Князь Ян II Добрий помер у 1532 році, не залишивши спадкоємців, після чого Опольсько-Ратиборське князівство стало спадковим (імедіатним) князівством та частиною земель Богемської корони. Богемські королі згодом неодноразово передавали його у тимчасове володіння: у різні роки ним володіли Трансільванські князі Заполля та Баторії, з 1645 до 1666 року перебувало під владою королівського будинку Ваз.
Резиденцією Немодлинських князів був замок у Немодлині. 1742 року Немодлинське князівство було анексовано та включено до складу Пруссії. Герцогство Фалькенберг у Пруссії втратило свою автономію близько 1830 року, але деякі права залишалися до 1945 року.

## Немодлинські князі
- Болько І Немодлинський (1313–1365), син Болька Опольського
- Болько II Немодлинський (1365–1368), син Болька І Немодлинського
- Венцеслав Немодлинський (1365–1369), син Болька І Немодлинського
- Генрик І Немодлинський (1365–1382), син Болька І Немодлинського
- Генрик II Немодлинський (1382―1394), син Болька III Опольського
- Болько IV Опольський (1382―1400), син Болька III Опольського
- Бернард Немодлинський (1382―1450), син Болька III Опольського
- Болько V Гусит (1450―1460), син Болька IV Опольського
- Микола I Опольський (1460―1476), син Болька IV Опольського
- Людовик Опольський (1476), син Миколи I Опольського
- Микола II Немодлинський (1476—1497), син Миколи I Опольського
- Іван II Добрий (1476, 1497—1521), син Миколи I Опольського, князь Опольсько-Ратиборський (1521—1532).

З 1521 року Немодлинське князівство увійшло до складу єдиного Опольсько-Ратиборського князівства.